# Cintura sud di Milano
La cintura sud di Milano è una breve linea ferroviaria che si estende nel territorio urbano di Milano.

## Storia

Mappa del nodo ferroviario di Milano in seguito alle modifiche attuate fra il 1914 e il 1931

La linea fu aperta al traffico il 1º giugno 1891 per permettere ai treni merci provenienti da Bologna, Genova e Venezia e diretti allo scalo di smistamento Sempione di evitare l'attraversamento dell'allora stazione centrale.
Il 15 novembre 1915 fu attivato un raccordo dal bivio Naviglio Grande alla stazione di Milano San Cristoforo, posta sulla linea per Mortara.
Nel 1931, con la riforma del nodo ferroviario di Milano (che, fra le altre cose, vide l'apertura della nuova stazione centrale), furono soppressi gli impianti posti a ovest della città, compreso lo scalo Sempione; la cintura sud perse così importanza, restando relegata al ruolo di raccordo della linea per Mortara al resto della rete ferroviaria. Anche il traffico ne risentì negativamente, essendo limitato a pochi treni locali e sporadici treni merci.
Il traffico passeggeri regolare, limitato ad alcune coppie di treni locali Milano-Alessandria, terminò il 28 maggio 1994; restarono solo alcuni sporadici treni per Pavia e Piacenza in partenza dalla stazione di Porta Romana.
Il 24 dicembre 2004 la cintura sud ritornò ad avere un servizio passeggeri regolare: con l'istituzione del servizio ferroviario suburbano di Milano, a partire da tale data la linea viene percorsa dai convogli della linea S9, con frequenza semioraria, inizialmente sulla tratta Milano San Cristoforo-Seregno, in seguito prolungata a sud ad Albairate-Vermezzo (percorrendo la linea Milano-Mortara) ed a nord a Saronno (percorrendo la linea Saronno-Seregno, ricostruita appositamente a tale scopo); la S9 tuttavia non impiega il tratto terminale orientale a ridosso della stazione di Milano Rogoredo, rimasto inutilizzato.
Il 19 giugno 2006 venne attivata la nuova fermata di Milano Romolo, intermedia tra San Cristoforo e Porta Romana, dotata di interscambio con la linea M2 della metropolitana.
Nel giugno 2020 vennero avviati i lavori di costruzione di una nuova fermata, intermedia tra Romolo e Porta Romana e denominata Milano Tibaldi, che è stata attivata nel 2022; è in progetto anche lo spostamento della stazione di Porta Romana per migliorare l'interscambio con la linea M3 (gialla) della metropolitana.
Da tempo viene inoltre presa in considerazione l'idea di chiudere la stazione di Milano Porta Genova, attuale capolinea dei treni regionali Milano-Mortara, e di attestare a Rogoredo tali corse; in questo modo la cintura sud verrebbe di fatto interamente integrata senza soluzione di continuità nella linea Milano-Mortara. Tale operazione sarebbe favorita dal fatto che la stazione di Milano San Cristoforo, dal 12 ottobre 2024, è punto di interscambio con la linea M4 della metropolitana, e consentirebbe ai treni in questione di ottenere l'interscambio con la linea M3 della metropolitana e con varie relazioni ferroviarie regionali e nazionali a Rogoredo ed anche, potenzialmente, di ottenere un secondo interscambio con la linea M3 a Porta Romana e di mantenere l'interscambio con la linea M2 spostandolo a Romolo (che si trova ad una sola fermata di metropolitana di distanza da Porta Genova).

## Caratteristiche
La linea è interamente a doppio binario, con scartamento ordinario di 1 435 mm, ed elettrificata in corrente continua alla tensione di 3000 V.

## Percorso
| Continuation backward |

| Station on track |

| Straight track | Unknown route-map component "exSTR+l" | Unknown route-map component "exCONTfq" |  |

| Unknown route-map component "ABZgl" | Unknown route-map component "xKRZo" | Unknown route-map component "CONTfq" |  |

| Small bridge over water | Unknown route-map component "exWBRÜCKE1" |  |  |

| Unknown route-map component "KRWl" | Unknown route-map component "xKRWg+r" |  |  |

| Unknown route-map component "utCONTgq" | Unknown route-map component "utSTRq" + Stop on track | Unknown route-map component "utdHSTq" | Unknown route-map component "utdSTRq" | Unknown route-map component "utCONTfq" |

| Small bridge over water |

| Stop on track |

| Unknown route-map component "utSTR%2Bl" | Unknown route-map component "utSTRq" + Straight track | Unknown route-map component "utSTRq" | Unknown route-map component "utCONTfq" |

| Unknown route-map component "utLSTR" | Unknown route-map component "HSTeBHF" |  |  |

| Unknown route-map component "utLSTR" | Unknown route-map component "eABZgl+l" | Unknown route-map component "exSTRq" | Unknown route-map component "exCONTfq" |

| Unknown route-map component "utLSTR" | Junction both to and from left | Unknown route-map component "v-STR+r" |  |

| Unknown route-map component "utLSTR" | Straight track + Unknown route-map component "BS2c2" | Unknown route-map component "dSTR3h+l" | Unknown route-map component "dKRZo" | Unknown route-map component "CONTfq" |

| Unknown route-map component "utLSTR" | Unknown route-map component "cd" + Straight track | Unknown route-map component "cd" + Unknown route-map component "vSTR-" + Unknown route-map component "v-STR+lf" + Unknown route-map component "vSTR+lf-" | Unknown route-map component "dSTRl-" + Unknown route-map component "d-STRq" | Unknown route-map component "vCONTfq" |

| Unknown route-map component "utLSTR" | Unknown route-map component "c" | Unknown route-map component "cd" + Unknown route-map component "vÜSTl" | Unknown route-map component "ABZg+l" | Unknown route-map component "CONTfq" |

| Unknown route-map component "utdSTRl" | Unknown route-map component "utdHSTq" | Unknown route-map component "utdSTRq" + Unknown route-map component "dKBHFe-L" | Unknown route-map component "utSTRq" + Unknown route-map component "vBHF-R" | Unknown route-map component "utCONTf@Fq" |

| Unknown route-map component "d" | Unknown route-map component "vSKRZ-Au" |

| Unknown route-map component "xdvCONTgq" | Unknown route-map component "exSTRq-" + Unknown route-map component "-SHI2glq" | Unknown route-map component "vABZgrg-ABZgrfo" |  |

| Unknown route-map component "d" | Unknown route-map component "vCONTf" |